# Bridei IV dei Pitti
Bruide mac Der-Ilei (... – 706) è stato re dei Pitti, salendo sul trono dopo la deposizione di Taran nel 697.
Era fratello del suo successore, Nechtan. C'è chi ha pensato che il padre di Bruide fosse Dargart mac Finguine (morto nel 686) dei Cenél Comgaill, una dinastia reale della Dál Riata che controllava Cowal e l'isola di Bute. La genealogia della madre Der-Ilei non è certa. Bruide fu uno dei più importanti uomini d'Irlanda e Scozia che garantì la Cáin Adomnáin (Lex Innocentium) a Birr nel 697. Nel 698 ci fu una battaglia tra Pitti e Sassoni in cui fu ucciso Berhtred figlio di Beornhaeth, come viene riportato dalle cronache irlandesi. Una sconfitta degli uomini di Dál Riata viene registrata per l'anno 704, o a Loch Lomond o nell'area del fiume Leven. Anche se è probabile che questa sconfitta sia stata inflitta più dai Britanni di Alt Clut che non dai Pitti. Il conflitto che avvenne nell'isola di Skye nel 701, durante il quale fu ucciso Conaing figlio di Dúnchad, fu probabilmente un conflitto interno tra le diverse tribù della Dál Riata. Bruide morì nel 706 e gli successe il fratello Nechtan.